# Yomiuri Football Club 1990-1991
Questa voce raccoglie le informazioni riguardanti lo Yomiuri Football Club nelle competizioni ufficiali della stagione 1990-1991.

## Stagione
Lo Yomiuri iniziò la stagione uscendo ai quarti di finale per mano dell'All Nippon Airways e subendo una prematura eliminazione dalla Coppa dell'Imperatore a causa di una sconfitta ai tiri di rigore inflitta dagli studenti dell'università di Kokushikan. Malgrado ciò, lo Yomiuri ottenne il suo quarto titolo nazionale distanziando i campioni in carica del Nissan Motors.

## Maglie e sponsor
Tutte le divise introdotte nella stagione precedente, prodotte dalla Puma e recanti sulla parte anteriore la scritta Yomiuri, vengono confermate.
| Manica sinistra · Manica sinistra · Maglietta · Maglietta · Manica destra · Manica destra · Pantaloncini · Calzettoni | Manica sinistra · Manica sinistra · Maglietta · Maglietta · Manica destra · Manica destra · Pantaloncini · Calzettoni |  |

## Rosa
| N. |                     | Ruolo | Calciatore         |
| -- | ------------------- | ----- | ------------------ |
| 1  | Giappone (bandiera) | P     | Shinkichi Kikuchi  |
| 2  | Giappone (bandiera) | A     | Tomoyasu Asaoka    |
| 3  | Giappone (bandiera) | D     | Hiroyuki Sakashita |
| 4  | Giappone (bandiera) | D     | Takumi Horiike     |
| 5  | Giappone (bandiera) | D     | Hisashi Katō       |
| 6  | Giappone (bandiera) | D     | Satoshi Tsunami    |
| 7  | Giappone (bandiera) | C     | Yasutoshi Miura    |
| 8  | Giappone (bandiera) | C     | Tetsuya Totsuka    |
| 9  | Brasile (bandiera)  | C     | Walter             |
| 10 | Giappone (bandiera) | C     | Ruy Ramos          |
| 11 | Giappone (bandiera) | A     | Nobuhiro Takeda    |
| 12 | Giappone (bandiera) | A     | Shinji Fujiyoshi   |

| N. |                     | Ruolo | Calciatore        |
| -- | ------------------- | ----- | ----------------- |
| 13 | Giappone (bandiera) | A     | Masahiro Sukigara |
| 14 | Giappone (bandiera) | D     | Yoshiyuki Katō    |
| 16 | Giappone (bandiera) | C     | Shirō Kikuhara    |
| 18 | Giappone (bandiera) | P     | Takayuki Fujikawa |
| 19 | Giappone (bandiera) | D     | Koichi Togashi    |
| 20 | Giappone (bandiera) | D     | Tadashi Nakamura  |
| 21 | Giappone (bandiera) | P     | Kazuya Nakamura   |
| 23 | Brasile (bandiera)  | C     | Pericles          |
| 24 | Giappone (bandiera) | A     | Kazuyoshi Miura   |
| 25 | Brasile (bandiera)  | A     | Silvio            |
| 26 | Giappone (bandiera) | C     | Kōji Seki         |

## Statistiche

### Statistiche di squadra
| Competizione          | Punti | Totale | Totale | Totale | Totale | Totale | Totale | DR  |
| Competizione          | Punti | G      | V      | N      | P      | Gf     | Gs     | DR  |
| --------------------- | ----- | ------ | ------ | ------ | ------ | ------ | ------ | --- |
| JSL Division 1        | 49    | 22     | 15     | 4      | 3      | 41     | 16     | +25 |
| JSL Cup               | -     | 2      | 1      | 0      | 1      | 4      | 1      | +3  |
| Coppa dell'Imperatore | -     | 2      | 1      | 1      | 0      | 4      | 1      | +3  |
| Totale                | -     | 26     | 17     | 5      | 4      | 46     | 18     | +28 |